# Match Cup Sweden
Match Cup Sweden, tidigare Stena Match Cup Sweden, är en matchracingtävling som anordnas årligen i Marstrand under vecka 27. 2007 fick Match Cup Sweden VM-status som en av deltävlingarna i VM-serien World Match Racing Tour. Tävlingen anordnades för första gången 1994 och har sedan dess endast haft uppehåll ett år- 2006.
Många av världens bästa seglare har deltagit i Match Cup Sweden sedan starten och den avgörs vid Marstrand Arena. 
År 2016 har Match Cup Sweden blivit utnämnd till final-etappen för touren och båtarna har även bytts ut till M32 istället för tidigare DS37.

## Vinnare

### Öppna klassen
- 1994- Peter Gilmour, Australien
- 1995- Peter Gilmour, Australien
- 1996- Bertrand Pacé, Frankrike
- 1997- Peter Gilmour, Australien
- 1998- Peter Gilmour, Australien
- 1999- Peter Gilmour, Australien
- 2000- Dean Barker, Nya Zeeland
- 2001- Russell Coutts, Nya Zeeland
- 2002- Dean Barker, Nya Zeeland
- 2003- Chris Law, Storbritannien
- 2004- Russell Coutts, Nya Zeeland
- 2005- Peter Gilmour, Australien
- 2007- Björn Hansen, Sverige
- 2008- Mattias Rahm, Sverige
- 2009- Peter Gilmour, Australien
- 2010- Ben Ainslie, Storbritannien
- 2011- Ian Williams, Storbritannien
- 2012- Björn Hansen, Sverige
- 2013- Björn Hansen, Sverige
- 2014- Björn Hansen, Sverige
- 2015- Björn Hansen, Sverige
- 2016- Phil Robertson, Nya Zeeland
- 2017- Phil Robertson, Nya Zeeland
- 2018- Yann Guichard, Frankrike
- 2019- Phil Robertson, Nya Zeeland
- 2020- Phil Robertson, Nya Zeeland
- 2021- Björn Hansen, Sverige
- 2022- Jean-Baptiste Bernaz, Frankrike

### Damer
- 1999- Dorte O. Jensen, Danmark
- 2000- Dorte O. Jensen, Danmark
- 2001- Dorte O. Jensen, Danmark
- 2002- Marie Björling, Sverige
- 2003- Marie Björling, Sverige
- 2004- Marie Björling, Sverige
- 2005- Malin Millbourn, Sverige
- 2008- Claire Leroy, Frankrike
- 2009- Katie Spithill, Australien
- 2010- Ekaterina Skudina, Ryssland
- 2011- Claire Leroy, Frankrike
- 2012- Uteblev till fördel för VM i Göteborg och OS i London
- 2013- Stephanie Roble, USA
- 2018- Anna Östling, Sverige
- 2019- Anna Östling, Sverige
- 2020- Anna Östling, Sverige
- 2021- Anna Östling, Sverige
- 2022- Sandra Sandqvist, Sverige